# '85年型家族あわせ
『'85年型家族あわせ』（はちじゅうごねんがたかぞくあわせ）は、1985年10月11日から同年12月20日までTBS系列で放送されていたTBS製作のテレビドラマである。全10話。放送時間は毎週金曜 20:00 - 20:54 （日本標準時）。

## ストーリー
動物病院を営む一家。夫と妻は、どちらも不倫をしている。長女はガリ勉。次女はスカウトされて芸能界に入り、長女から妬まれる。次女が長女より早く初体験を済ませたのも一因かもしれない。長女は負けじと父の助手であるヌーボーとした色男に接近し、結婚。そして想像妊娠する。次女の恋人は、芸能界をやめるよう次女に求めるが、いざ彼女が引退をすると自分はアメリカ留学を決めてしまう…。

## 概要
ノーマ・クラインの小説『マンハッタン式家族あわせ』を原作とする作品で、日本人離れした感覚の家族が描かれていた。視聴率は振るわなかったが、当時の日本には珍しいタイプのホームドラマとして一部では好評であった。
元々は『積木くずし』の続編が仙道敦子主演で制作される予定であったが、同作品のモデルとなった穂積由香里が覚醒剤取締法違反の疑いで逮捕されたために制作が中止され、その代替作品として本作が制作された経緯を持つ。仙道の他、范文雀、伊東四朗らは元々予定されていた『積木くずし』にキャスティングされた俳優陣であった。
- 伊東四朗が、自分とは違う考え方をする妻や娘たちに理解を示す、洋風の父親像を演じていた。
- 当時歌手活動をしていた仙道敦子の曲「HIROMI〜危険な予感」が、本作で彼女が演じる望月法子のタレント活動の一環として歌われていた。
- 戸川京子が、どちらかというと姉の戸川純に適しているような[独自研究?]、眼鏡をかけた堅物の女子高生を演じていた。
- 戸川京子の恋人役（ハンサムだがとぼけた味わいのある獣医助手）を、東京JAPの立川利明が演じていた。

## キャスト
- 望月法子：仙道敦子
- 望月鮎子：戸川京子
- 望月真知子：范文雀
- 村木まゆみ：高橋ひとみ
- 沢木明彦：山本陽一
- 川島亮太：立川利明
- 立花由貴：永光基乃
- 久保田幸子：遠藤康子
- 坂井優：平井力
- 小松のシノさん：千石規子
- 佐原健二：さとう宗幸
- 望月剛：伊東四朗

## スタッフ
- 原作：ノーマ・クライン「マンハッタン式家族あわせ」（河出書房）
- 脚本：重森孝子、田中晶子
- 演出：清弘誠、田代冬彦、和田旭
- プロデューサー：和田旭
- 主題歌：アイリーン・フォーリーン「スローなDANCEは踊れない」（ビクター）

## 放送日程
| 話数 | 放送日 （1985年） | サブタイトル               | 脚本     | 演出     |
| ---- | ----------------- | -------------------------- | -------- | -------- |
| 1    | 10月11日          | いますぐ出ていけ！         | 重森孝子 | 清弘誠   |
| 2    | 10月18日          | みんなで俺をだますのか？   | 重森孝子 | 田代冬彦 |
| 3    | 10月25日          | こんな事になってたのか！   | 重森孝子 | 清弘誠   |
| 4    | 11月1日           | どういう事ですかこれは！   | 重森孝子 | 田代冬彦 |
| 5    | 11月8日           | なぜここにいるんだ？       | 重森孝子 | 清弘誠   |
| 6    | 11月15日          | 考え直しなさい！           | 田中晶子 | 田代冬彦 |
| 7    | 11月22日          | くるべき時が来た！         | 田中晶子 | 清弘誠   |
| 8    | 11月29日          | いつ出ていくんだ！         | 田中晶子 | 和田旭   |
| 9    | 12月13日          | 何か質問はあるかね？       | 重森孝子 | 田代冬彦 |
| 10   | 12月20日          | ハブ・ア・ナイス・タイム？ | 重森孝子 | 清弘誠   |